# Mimachrostia fasciata
Mimachrostia fasciata là một loài bướm đêm thuộc họ Erebidae. Nó được tìm thấy ở Triều Tiên, Hàn Quốc, các quần đảo Hokkaido, Honshu và Tsushima của Nhật Bản, vùng Viễn Đông Nga và Trung Quốc. Nơi sinh sống gồm những khu rừng lá rộng phong phú.
Con trưởng thành bay từ tháng 5 đến tháng 9. Mỗi năm loài này có thể có vài thế hệ.
Sải cánh dài 13–15 mm đối với phân loài fasciata và 10–12 mm đối với phân loài minimus. Cánh trước khá hẹp màu nâu sáng.

## Phân loài
- Mimachrostia fasciata fasciata
- Mimachrostia fasciata minimus Fibiger, 2010 (Tsushima)